# Aldington (Kent)
Aldington è un villaggio e parrocchia civile nel distretto di Ashford, nel Kent, Inghilterra.
Il centro del villaggio dista 12 km, a sud-est, dalla città di Ashford. Sito su una collina, esso offre una vista mozzafiato sugli acquitrini verso Lympne e Dungeness.
La chiesa parrocchiale di San Martino risale al XII secolo e la sua torre campanaria, del XVI secolo, costituisce un punto di riferimento per la navigazione.